# Mexichromis

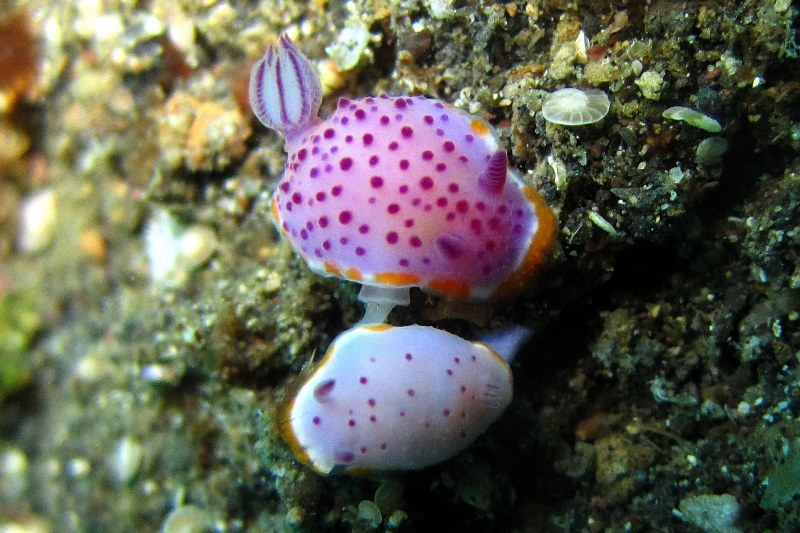
Una pareja de Mexichromis mariei apareándose

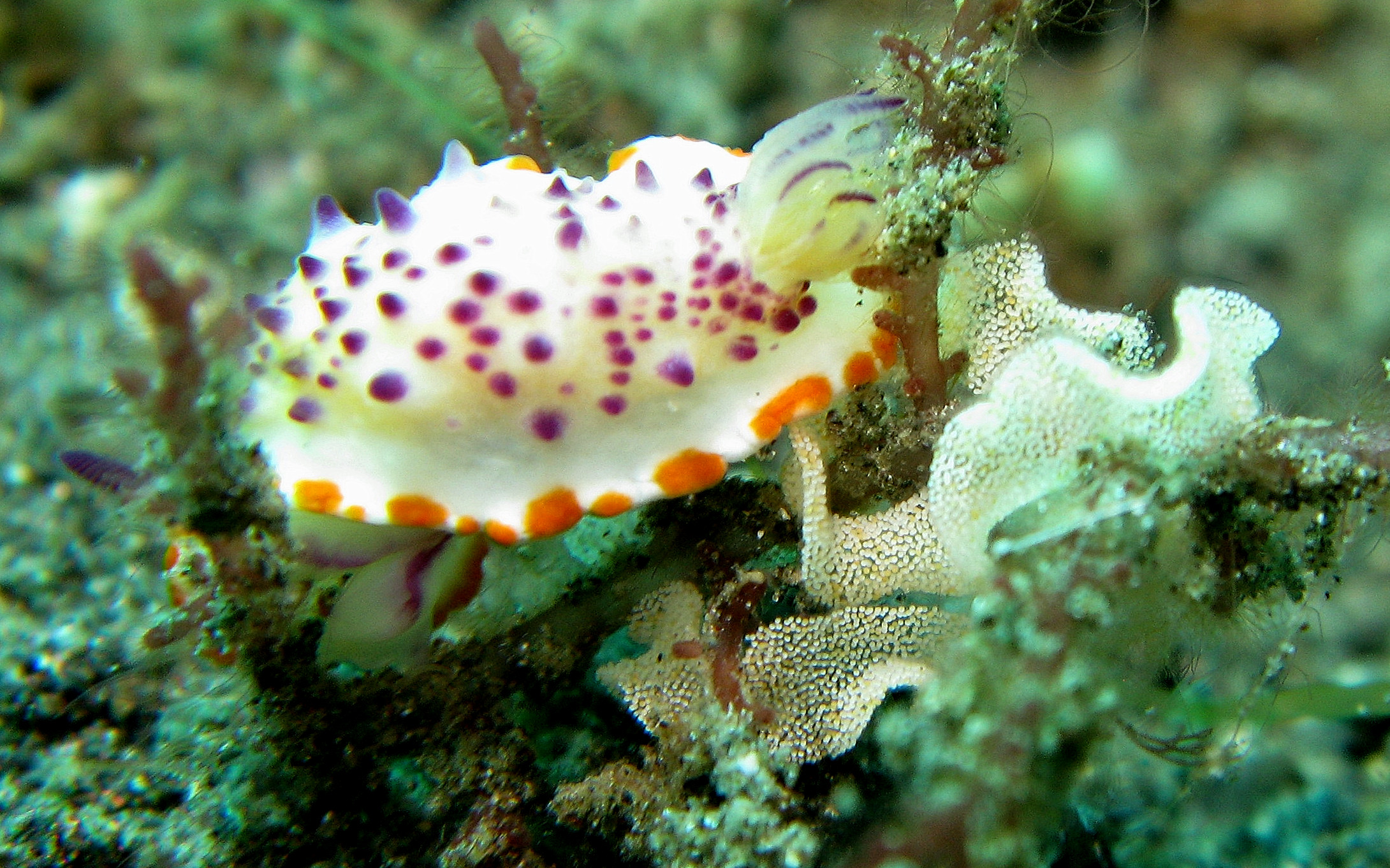
Mexichromis multituberculata, desovando en cintas características

Mexichromis es un género de moluscos nudibranquios de la familia Chromodorididae (babosas de mar).

## Morfología
El cuerpo es deprimido, de forma oblonga-oval, subgelatinoso, con un amplio manto solapado, y con un pie alargado. Para investigar el medio utilizan dos tentáculos situados en la cabeza, llamados rinoforos, que son retráctiles, y otros dos tentáculos, situados cerca de la boca, que les sirven para oler, detectar estímulos químicos y tocar. Carecen de órgano de la vista propiamente dicho, en su lugar tienen una pequeña esfera dentro del cuerpo situada detrás y en el centro de los rinoforos, que le sirve para detectar luz o sombras. En la parte posterior del dorso, tiene unos apéndices de apariencia plumosa que son las branquias que utiliza para respirar. Todos estos apéndices suelen ser del mismo color, y pueden ser blanco, amarillo, naranja, rojo, púrpura, azul o crema. En el centro de las branquias se sitúa la papilla anal.
Sus vívidos colores, como en otras especies animales, son un aviso al resto de habitantes del arrecife sobre la toxicidad y/o sabor desagradable de su dermis, convirtiéndose en una estrategia de defensa, o aposematismo. Las responsables de esos efectos son unas glándulas situadas en el perímetro del manto, que obtienen las sustancias causantes de las esponjas con las que se alimenta el animal.
Son lentos de movimiento y cuando son tocados por un predador, se encogen y esconden los rinoforos.
Su tamaño oscila entre 30 y 40 mm de longitud.

## Alimentación
Es carnívoro y come principalmente esponjas. 

## Reproducción
Como todos los opistobránquios, son hermafroditas y producen tanto huevos como esperma. Las masas de huevos las depositan en espirales, los huevos son de color naranja y cada cápsula contiene dos embriones. El estado embrionario dura 14 días.
El conducto genital, y la prominente abertura genital, están situados cerca de la cabeza, en el lado derecho del cuerpo. Tras la fertilización producen larvas planctónicas, que cuentan con una concha para protegerse durante la fase larval, y que, al evolucionar a su forma definitiva la pierden. La larva deambula por la columna de agua hasta que encuentra una fuente de comida, normalmente esponjas, entonces se adhiere y evoluciona al animal adulto.

## Hábitat y distribución
Se distribuyen en el Indo-Pacífico tropical, desde las costas de Madagascar, incluido el mar Rojo, hasta México y Costa Rica.
Asociados a arrecifes, son bénticos y diurnos. 

## Diversidad
El Registro Mundial de Especies Marinas acepta un total de 13 especies en el género Mexichromis:
- Mexichromis antonii (Bertsch, 1976) [9]
- Mexichromis aurora  (R.F. Johnson & Gosliner, 1998)
- Mexichromis festiva  (Angas, 1864) [10]
- Mexichromis katalexis Yonow, 2001[11][12]
- Mexichromis lemniscata  (Quoy & Gaimard, 1832)
- Mexichromis macropus  Rudman, 1983[13]
- Mexichromis mariei  (Crosse, 1872) [14]
- Mexichromis multituberculata (Baba, 1953) [15]
- Mexichromis pusilla  (Bergh, 1874)
- Mexichromis similaris  (Rudman, 1986)
- Mexichromis tica Gosliner, Ortea & Valdés, 2004[16]
- Mexichromis trilineata  (A. Adams & Reeve, 1850)
- Mexichromis tura  (Marcus & Marcus, 1967) [17]

Especies cuyo nombre ha dejado de ser aceptado por sinonimia:
- Mexichromis amalguae Gosliner & Bertsch, 1988:[18] aceptado como Felimare amalguae (Gosliner & Bertsch, 1988)
- Mexichromis francoisae (Bouchet in Bouchet & Ortea, 1980):[19] aceptado como Felimare francoisae (Bouchet, 1980)
- Mexichromis garciagomezi Ortea & Valdés, 1996:[20] aceptado como Felimare garciagomezi (Ortea & Valdés, 1996)
- Mexichromis kempfi (Ev. Marcus, 1971):[21] aceptado como Felimare kempfi (Ev. Marcus, 1971)
- Mexichromis molloi Ortea & Valdés in Ortea, Valdés & Garcia Gómez, 1996: aceptado como Felimare molloi (Ortea & Valdés, 1996)
- Mexichromis nyalya (Marcus & Marcus, 1967):[22] aceptado como Risbecia nyalya (Ev. Marcus & Er. Marcus, 1967)
- Mexichromis porterae (Cockerell, 1902):[23] aceptado como Felimare porterae (Cockerell, 1901)
- Mexichromis tricolor (Cantraine, 1835) : aceptado como Hypselodoris tricolor (Cantraine, 1835)

## Galería

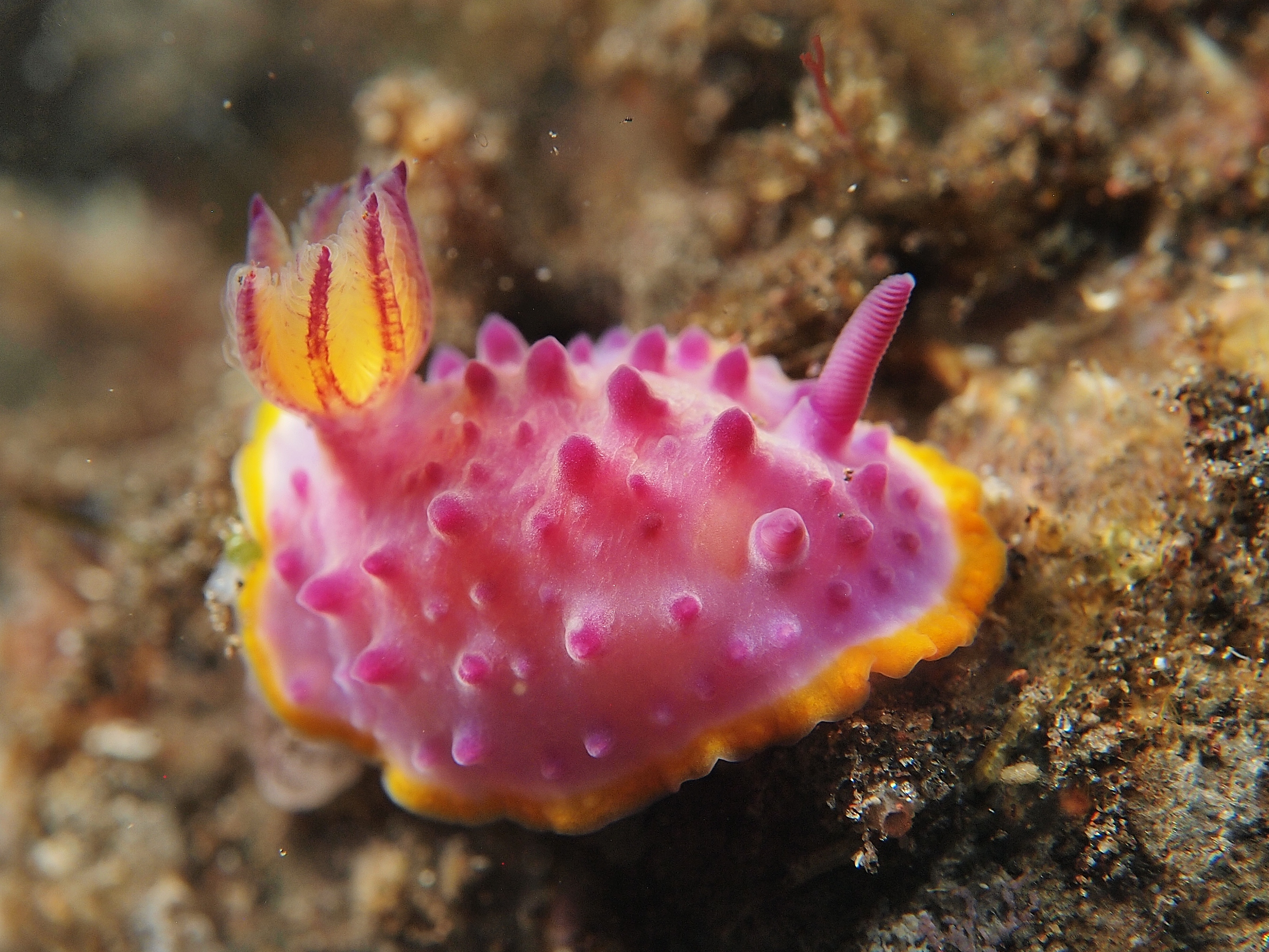
Mexichromis festiva
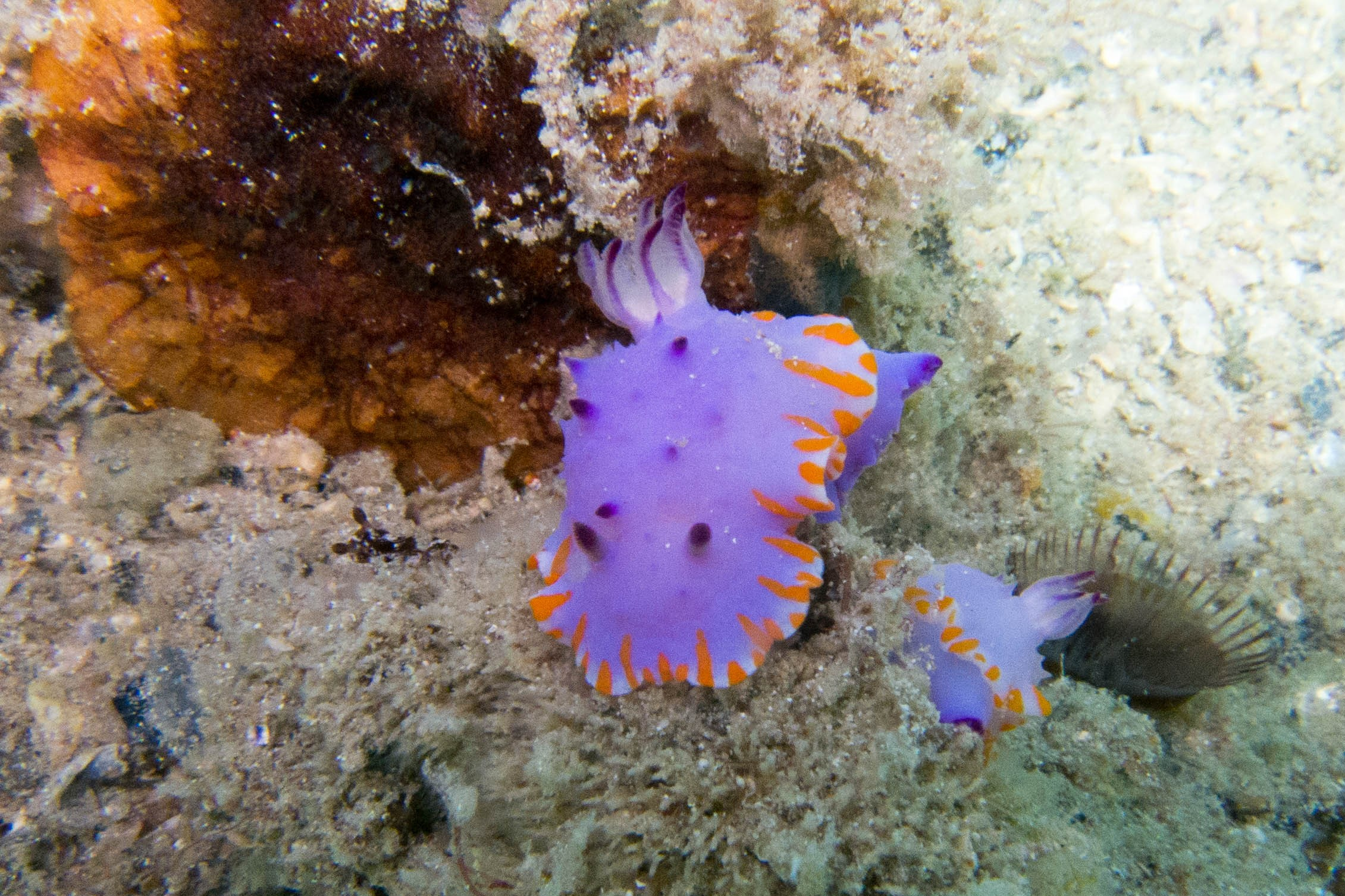
Mexichromis macropus
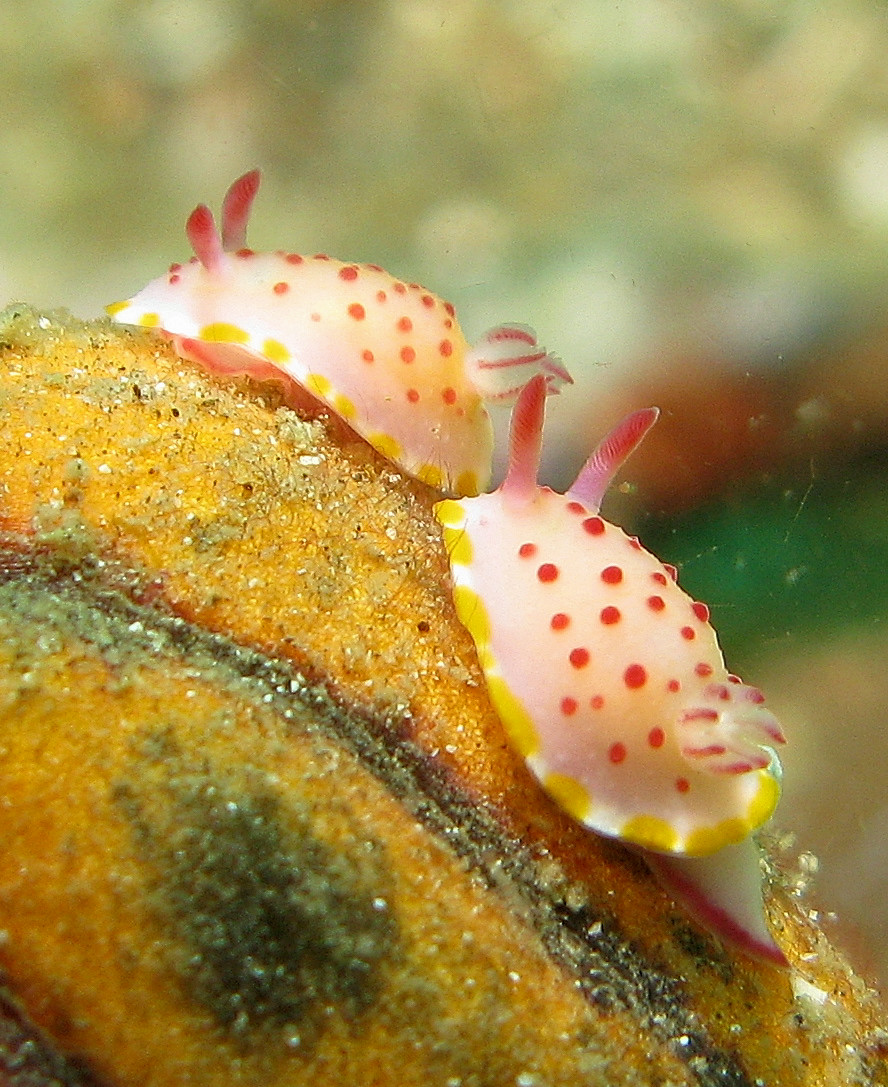
Mexichromis mariei
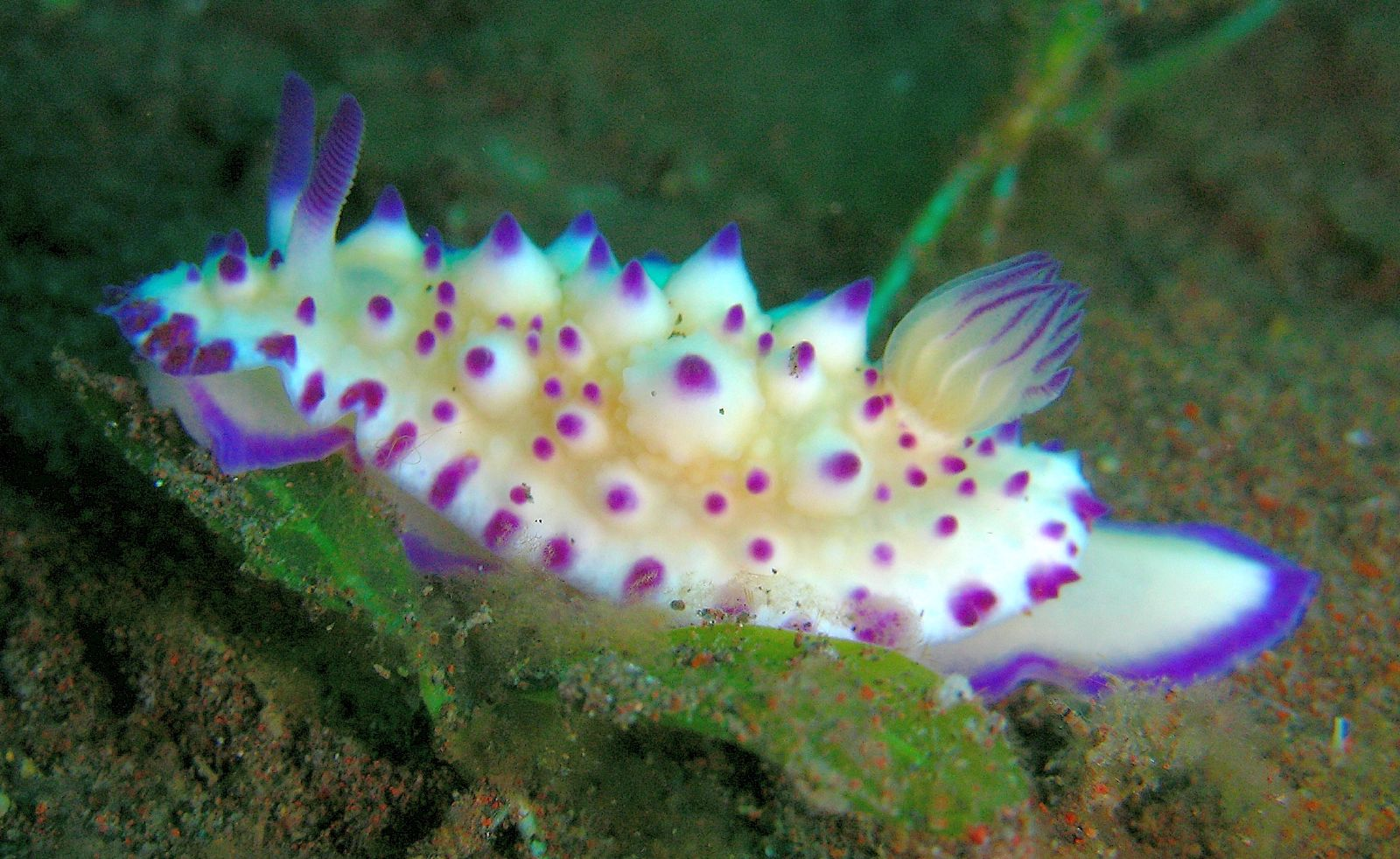
Mexichromis multituberculata
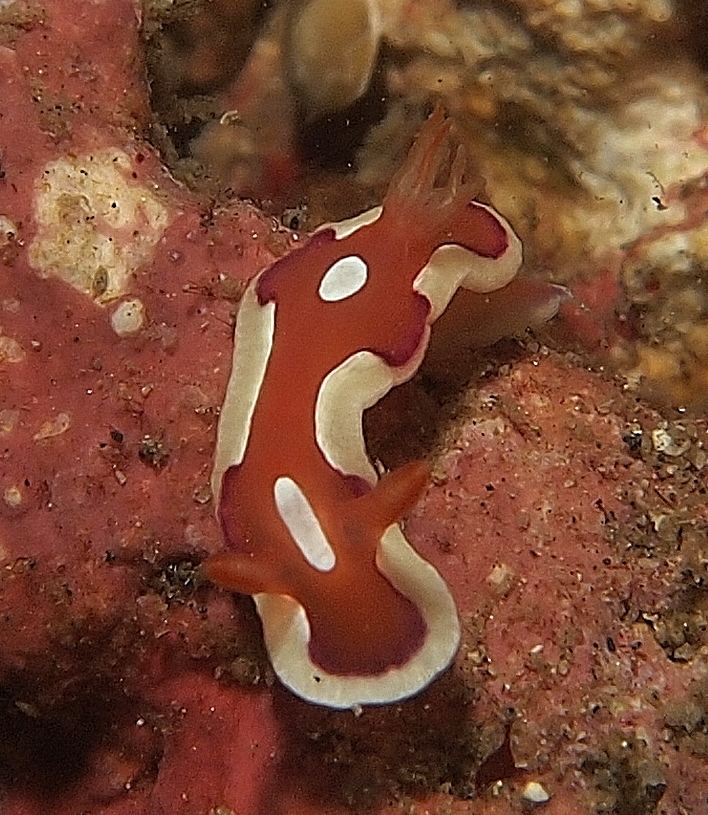
Mexichromis pusilla
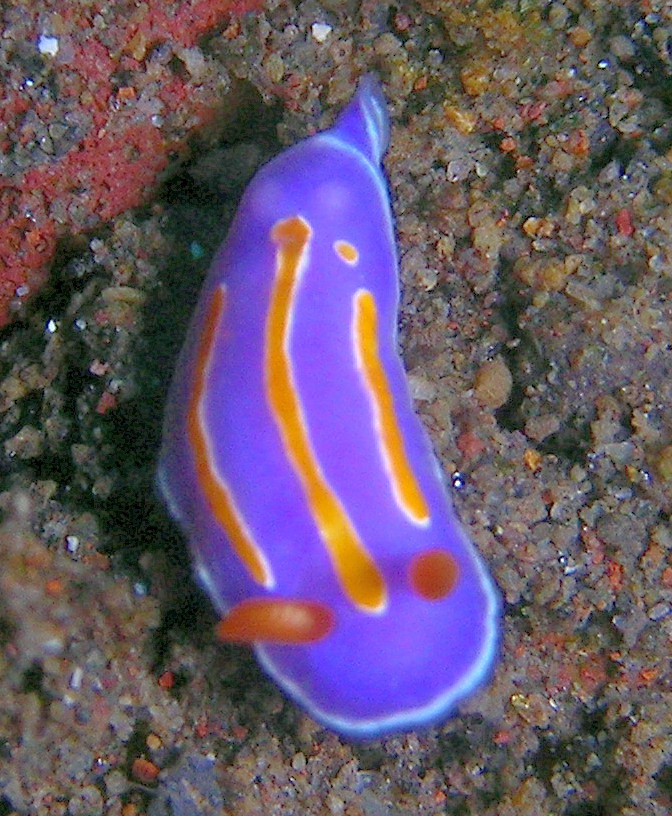
Mexichromis trilineata